# قرش أبو مطرقة العظيم
قرش المطرقة العظيم هو أحد الأنواع القروش أبو مطرقة من جنس Spherya، والذي يعيش في المحيطات المدارية وبعض البحار.
وهو يرث من عدائية وضخامة القرش الأبيض العظيم وجسم قرش المطرقة ،قرش المطرقة العظيم قد يتجاوز طوله 5.5 متر ويعتبر أكبر في فصيلته.

## مناطق تواجده
- هذا القرش يعيش في المناطق البحرية والساحلية وفي بعض الأحيان تكون موجودة في جميع المناطق المدارية والمحيطات وفي البحر الأحمر والبحر الأبيض المتوسط. ينتقل بين السطح والعمق 100 متر.

## حياته
- القرش المطرقة العظيم هو حيوان انفرادي في معظم الأحيان، ويقوم أساسا على النشاط الليلي. والقرش المطرقة العظيم يمكن أن يعيش لمدة 37 عاما.

## التكاثر

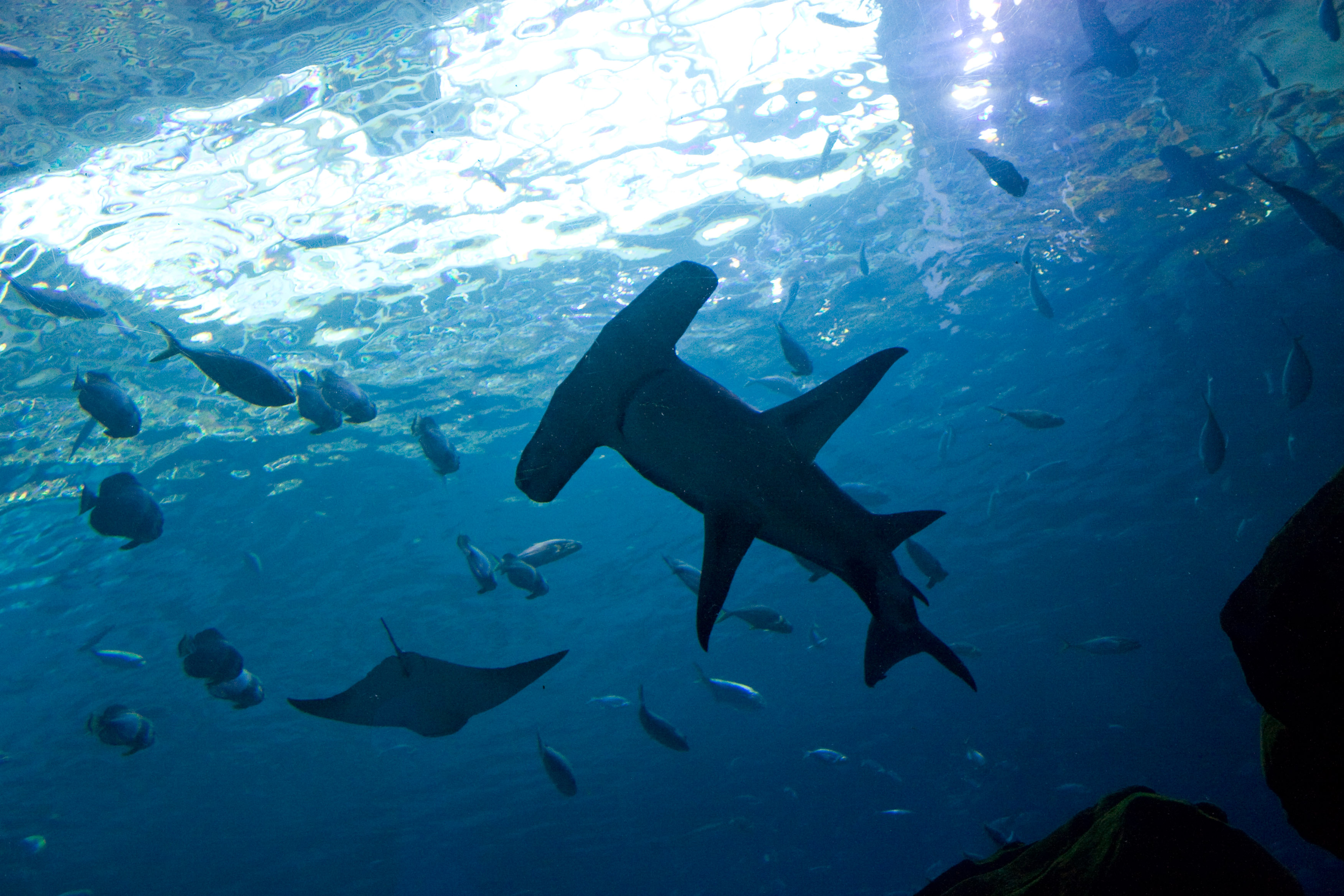
سمكة قرش المطرقة العظيم

- عند أسماك القرش أبو مطرقة العظيم الحمل عندها يعد أطول عند الأسماك وأكثر من البشر لأنه يقدر ما بين 9 إلى 12 شهرا، الأنثى يمكن أن يكون في معدتها 10 إلى 40 من أجنة أسماك القرش.
- عندما تولد يصل طولها إلى 60 سنتيمتر، التكاثر عندها غامض لصعوبة مراقبته.
- وقد أجريت دراسة على هذا النوع بين عامي 2001 و 2007. في حديقة للحيوانات في نبراسكا في الولايات المتحدة وحملت أنثى سمكة قرش المطرقة مما أدى إلى ولادة سمكة قرش واحد. في دراسة الحمض النووي أكدت أن هذه الولادة هي نتيجة التوالد العذري، والتكاثر اللاجنسي للمرة الأولى لوحظ في أسماك القرش.

## الغذاء
- تتغذى على الأسماك العظمية وأيضا الأسماك القرش. مثل: قرش النمر الذي هو واحد من فريساته المفضلة. وبالمناسبة هذا القرش أيضا يأكل القشريات والرخويات.

## نقطة الضعف

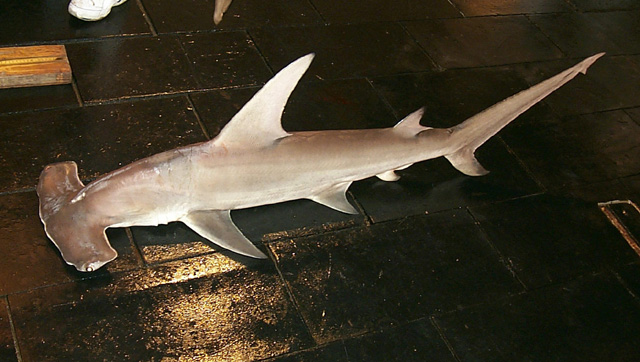
قرش المطرقة العظيم مصطاد

- يعتبر قرش المطرقة من أكبر الحيوانات حساسية للكهرباء، ويستطيع إحساس بنسبة قليلة منها على بعد كبير عنها، ورغم ذلك تعتبر من أسوء مخاوف صيادي اللؤلؤ في بولينيزيا الذي يتركون المياه بحضورها.

الحفاظ عليه
- هذه هي أنواع أسماك القرش المهددة بالانقراض، وضعت على القائمة الحمراء للاتحاد الدولي في حزيران / يونيو 2004.

## معرض صور

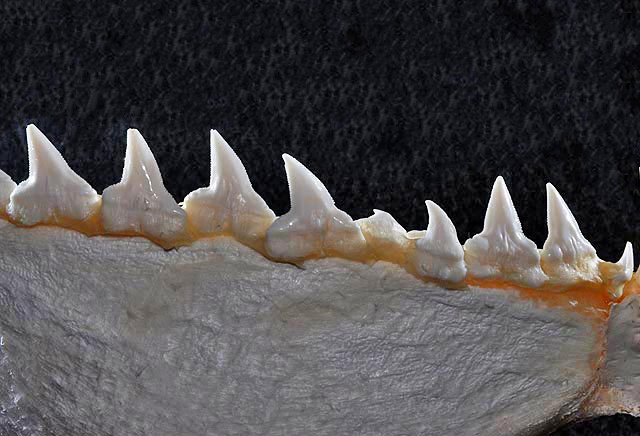
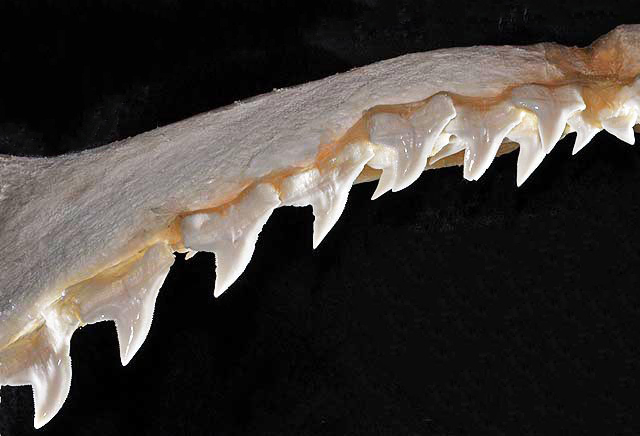
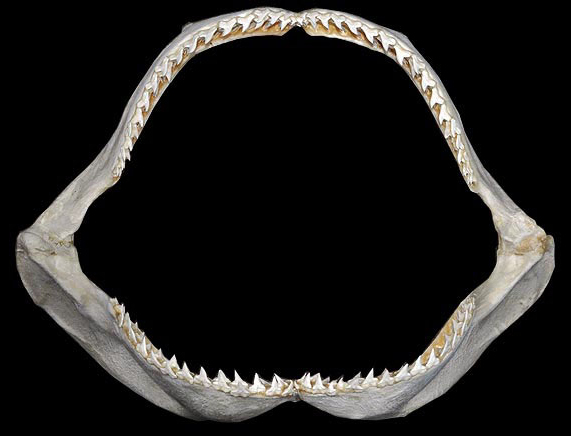

## وصلات خارجية
- موقع يهتم بقرش المطرقة العظيم
- موقع يهتم بانواع اسماك القرش المطرقة